# Жихорська волость
Жихорська волость — історична адміністративно-територіальна одиниця Харківського повіту Харківської губернії з центром у селі Жихор.
Станом на 1885 рік складалася з 3 поселень, єдиної сільської громади. Населення — 1960 осіб (962 особи чоловічої статі та 998 — жіночої), 335 дворових господарств.
|                     | Площа, десятин | У тому числі орної, дес. |
| ------------------- | -------------- | ------------------------ |
| Сільських громад    | 1548           | 787                      |
| Приватної власності | 1340           | 228                      |
| Іншої власності     | —              | —                        |
| Загалом             | 2888           | 1015                     |

Найбільші поселення волості станом на 1885:
- Жихор — колишнє власницьке село при річці Уди за 7 верст від повітового міста, 1802 особи, 316 дворів, православна церква, школа.
- Карачівка (Єлісаветполь) — колишнє власницьке село при річці Уди, 57 осіб, 10 дворів, постоялий будинок, пивоварний завод.

Найбільше поселення волості станом на 1914 рік:
- село Жихор — 3800 осіб.

Старшиною волості був Світличний Микола Іванович, волосним писарем — Косенко Володимир Петрович, головою волосного суду — Лелюк Андрій Климович.